# Pierre van Hooijdonk
Pierre van Hooijdonk, né le 29 novembre 1969 à Steenbergen, est un ancien footballeur international néerlandais.
Il est surnommé Pi-Air par les supporters de NAC dans les années 1990 en raison de sa façon de célébrer ses buts, où il glisse sur son ventre les mains en l'air. Plus tard, les supporters du Feyenoord Rotterdam, où il est très populaire, composent une chanson au titre de Put Your Hans Up For Pi-Air.

## Biographie

### Enfance
Pierre van Hooijdonk naît en 1969 dans le Brabant-Septentrional aux Pays-Bas. Sa mère Corrie tombe enceinte de son petit ami marocain qui la quitte ensuite. Enceinte, elle rencontre et épouse Jan van Hooijdonk qui reconnaît Pierre comme son fils et que Pierre considère comme son véritable père.

### Carrière
Pierre van Hooijdonk commence sa carrière en 1989 au RBC Roosendaal, il y reste deux saisons avant de rejoindre le NAC Breda. Il permit à ces derniers de remonter en Eredivisie (1re division néerlandaise). Il arrive au Celtic Glasgow, et finit meilleur buteur de la saison 1995-1996.
Il rejoint Nottingham Forest la saison suivante et leur permet de retrouver la Premier League. En 1999, il rentre au pays et rejoint le Vitesse Arnhem, puis, au bout d'une saison s'envole vers le Portugal et le Benfica.
Après une saison là-bas, il retourne à nouveau au pays mais cette fois au Feyenoord Rotterdam, avec qui il deviendra 2 fois meilleur buteur de Eredivisie et remportera la Coupe UEFA en 2002. Il inscrira un doublé en finale. En 2003 il rallie le Fenerbahçe et devient la coqueluche des supporters. Il remportera deux titres de champion. Après quelques accrocs avec son entraîneur de l'époque (Christoph Daum), il est contraint de quitter le club mais promet aux supporteurs de revenir. Puis il retourne au NAC Breda, où il ne reste que six mois à cause du départ de son entraîneur. Il termine sa carrière à Feyenoord.

## Statistiques

### Club
| Club              | Championnat             | Saison    | Championnat | Championnat | Coupe Nationale | Coupe Nationale | Coupe de la Ligue | Coupe de la Ligue | Coupe d'Europe | Coupe d'Europe | Total  | Total |
| Club              | Championnat             | Saison    | Matchs      | Buts        | Matchs          | Buts            | Matchs            | Buts              | Matchs         | Buts           | Matchs | Buts  |
| ----------------- | ----------------------- | --------- | ----------- | ----------- | --------------- | --------------- | ----------------- | ----------------- | -------------- | -------------- | ------ | ----- |
| RBC Roosendaal    | Eredivisie              | 1989-1990 | 32          | 6           | ?               | ?               | –                 | –                 | 0              | 0              | 32     | 6     |
| RBC Roosendaal    | Eredivisie              | 1990-1991 | 37          | 27          | ?               | ?               | –                 | –                 | 0              | 0              | 37     | 27    |
| RBC Roosendaal    | Eredivisie              | Total     | 69          | 33          | ?               | ?               | –                 | –                 | 0              | 0              | 69     | 33    |
| NAC Breda         | Eredivisie              | 1991-1992 | 35          | 20          | ?               | ?               | –                 | –                 | 0              | 0              | 35     | 20    |
| NAC Breda         | Eredivisie              | 1992-1993 | 33          | 26          | ?               | ?               | –                 | –                 | 0              | 0              | 33     | 26    |
| NAC Breda         | Eredivisie              | 1993-1994 | 31          | 25          | ?               | ?               | –                 | –                 | 0              | 0              | 31     | 25    |
| NAC Breda         | Eredivisie              | 1994-1995 | 16          | 10          | ?               | ?               | –                 | –                 | 0              | 0              | 16     | 10    |
| NAC Breda         | Eredivisie              | Total     | 115         | 81          | ?               | ?               | –                 | –                 | 0              | 0              | 115    | 81    |
| Celtic FC         | Scottish Premier League | 1994-1995 | 14          | 4           | ?               | ?               | 0                 | 0                 | –              | –              | 14     | 4     |
| Celtic FC         | Scottish Premier League | 1995-1996 | 34          | 26          | 4               | 4               | 3                 | 2                 | –              | –              | 41     | 32    |
| Celtic FC         | Scottish Premier League | 1996-1997 | 21          | 14          | 2               | 1               | 2                 | 1                 | 4              | 0              | 29     | 16    |
| Celtic FC         | Scottish Premier League | Total     | 69          | 44          | 6               | 5               | 5                 | 3                 | 4              | 0              | 84     | 52    |
| Nottingham Forest | Premier League          | 1996-1997 | 8           | 1           | 0               | 0               | 0                 | 0                 | –              | –              | 8      | 1     |
| Nottingham Forest | First Division          | 1997-1998 | 42          | 29          | 1               | 1               | 4                 | 4                 | –              | –              | 47     | 34    |
| Nottingham Forest | Premier League          | 1998-1999 | 21          | 6           | 0               | 0               | 1                 | 0                 | –              | –              | 22     | 6     |
| Nottingham Forest | Premier League          | Total     | 71          | 36          | 1               | 1               | 5                 | 4                 | –              | –              | 77     | 41    |
| Vitesse           | Eredivisie              | 1999-2000 | 29          | 25          | 3               | 1               | –                 | –                 | 4              | 2              | 36     | 28    |
| Vitesse           | Eredivisie              | Total     | 29          | 25          | 3               | 1               | –                 | –                 | 4              | 2              | 36     | 28    |
| SL Benfica        | Primeira Liga           | 2000-2001 | 30          | 19          | ?               | ?               | –                 | –                 | 2              | 2              | 32     | 21    |
| SL Benfica        | Primeira Liga           | Total     | 30          | 19          | ?               | ?               | –                 | –                 | 2              | 2              | 32     | 21    |
| Feyenoord         | Eredivisie              | 2001-2002 | 33          | 24          | 1               | 0               | –                 | –                 | 12             | 9              | 46     | 33    |
| Feyenoord         | Eredivisie              | 2002-2003 | 28          | 28          | 0               | 0               | –                 | –                 | 5              | 1              | 33     | 29    |
| Feyenoord         | Eredivisie              | Total     | 61          | 52          | 1               | 0               | –                 | –                 | 17             | 10             | 79     | 62    |
| Fenerbahçe        | Turkiye 1.Lig           | 2003-2004 | 34          | 24          | 3               | 1               | –                 | –                 | –              | –              | 37     | 25    |
| Fenerbahçe        | Turkiye 1.Lig           | 2004-2005 | 19          | 8           | 2               | 1               | –                 | –                 | 5              | 1              | 26     | 10    |
| Fenerbahçe        | Turkiye 1.Lig           | Total     | 53          | 32          | 5               | 2               | –                 | –                 | 5              | 1              | 63     | 35    |
| NAC Breda         | Eredivisie              | 2005-2006 | 17          | 5           | 3               | 3               | –                 | –                 | –              | –              | 20     | 8     |
| NAC Breda         | Eredivisie              | Total     | 17          | 5           | 3               | 3               | –                 | –                 | –              | –              | 20     | 8     |
| Feyenoord         | Eredivisie              | 2005-2006 | 11          | 3           | 0               | 0               | –                 | –                 | 0              | 0              | 11     | 3     |
| Feyenoord         | Eredivisie              | 2006-2007 | 26          | 5           | 2               | 0               | –                 | –                 | 4              | 0              | 32     | 5     |
| Feyenoord         | Eredivisie              | Total     | 37          | 8           | 2               | 0               | –                 | –                 | 4              | 0              | 43     | 8     |
|                   | TOTAL                   | 1989-2007 | 551         | 335         | 21              | 12              | 10                | 7                 | 36             | 15             | 618    | 369   |

## Palmarès

### En club
- Vainqueur de la Coupe de l'UEFA en 2002 avec le Feyenoord Rotterdam
- Champion de Turquie en 2004 et 2005 avec Fenerbahçe
- Vainqueur de la Coupe d'Écosse en 1995 avec le Celtic Glasgow
- Champion de First Division en 1998 avec Nottingham Forest
- Finaliste de la Coupe des Pays-Bas en 2003 avec le Feyenoord Rotterdam
- Finaliste de la Supercoupe d'Europe en 2002 avec le Feyenoord Rotterdam

### Enéquipe des Pays-Bas
- 46 sélections et 14 buts entre 1994 et 2006
- Participation à la Coupe du Monde en 1998 (4e)
- Participation au Championnat d'Europe des Nations en 2000 (1/2 finaliste) et 2004 (1/2 finaliste)
- 1re sélection :  Pays-Bas 5 - 0  Luxembourg, le 14 décembre 1994 à Rotterdam

### Distinctions individuelles
- Meilleur buteur de la Scottish Premier League en 1996 (26 buts)
- Meilleur buteur d'Eredivisie en 2002 (24 buts) et en 2003 (28 buts)
- Meilleur buteur de la Coupe de l'UEFA en 2002 (9 buts)
- Meilleur buteur de First Division en 1998 (29 buts)